# Старая Рудня (Житомирская область)
Старая Рудня (укр. Стара Рудня) — село на Украине, основано в 1865 году, находится в Пулинском районе Житомирской области.
Код КОАТУУ — 1825485105. Население по переписи 2001 года составляет 122 человека. Почтовый индекс — 12020. Телефонный код — 4131. Занимает площадь 0,624 км².

## Адрес местного совета
12020, Житомирская область, Пулинский р-н, с. Теньковка, ул. Партизанская, 10